# Història de la indústria cotonera a Catalunya

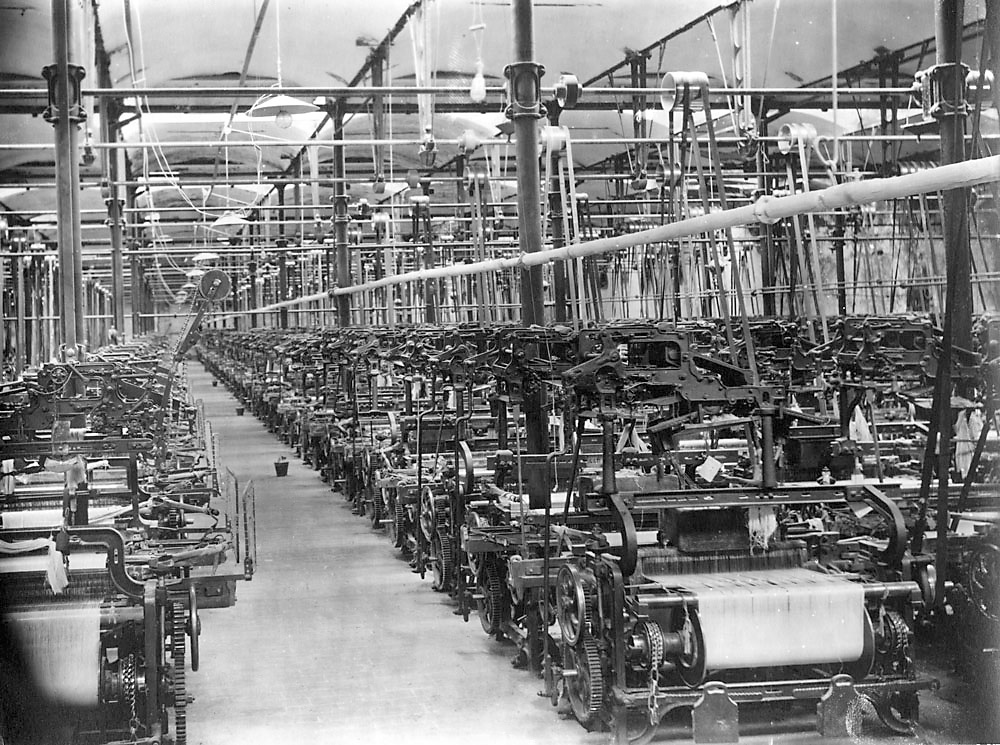
Sala de teixit de la Colònia Sedó d'Esparreguera cap al 1900 (MNACTEC, col·lecció Manufactures Sedó)

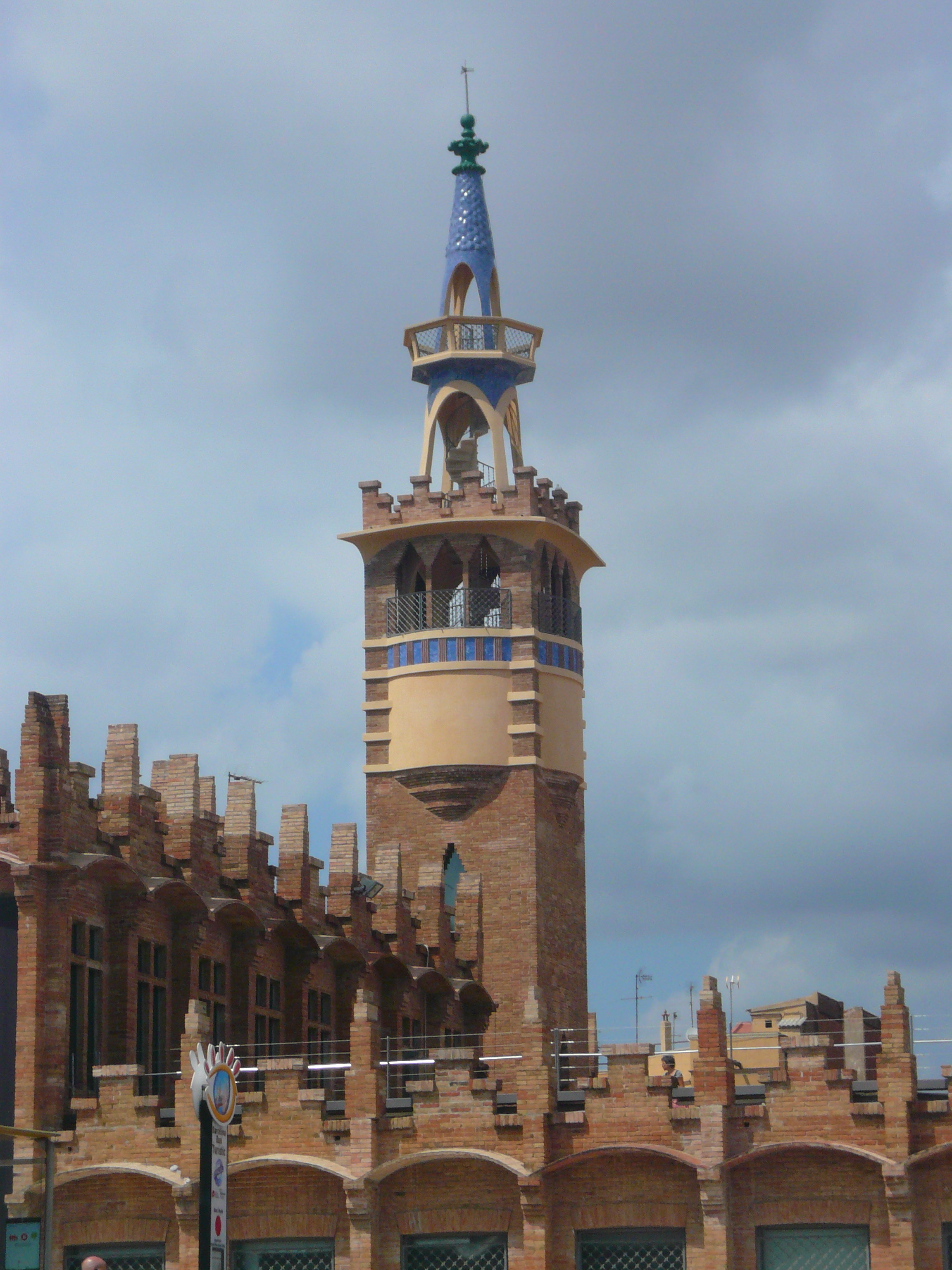
La fàbrica Casaramona, joia del modernisme

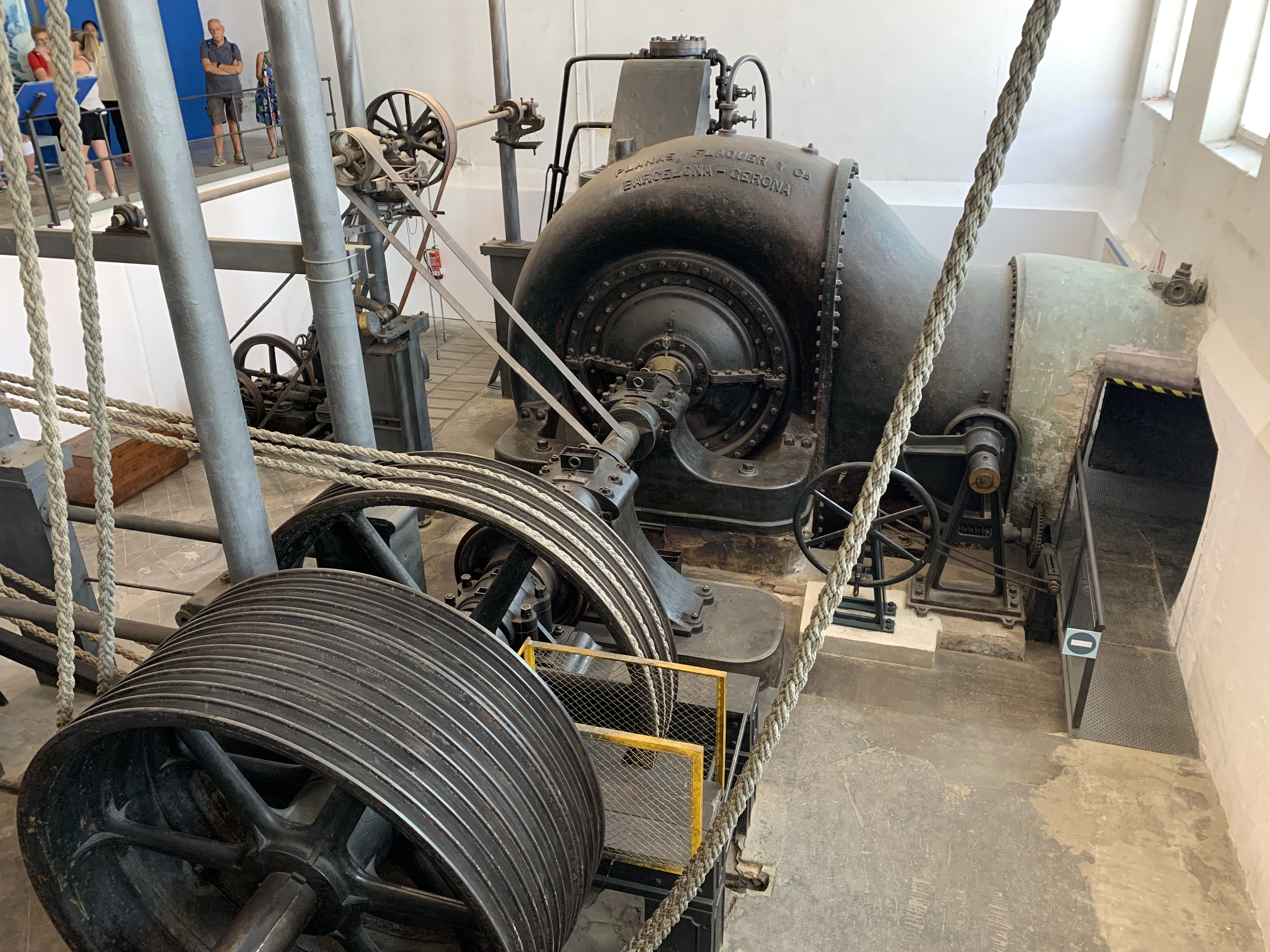
Turbina d'aigua tipus Francis posada en servei el 1899 a la fàbrica tèxtil de la Colònia Sedó

La indústria del cotó va ser la primera i principal indústria de la industrialització catalana, la qual va portar Catalunya a esdevenir la principal regió industrial d'Espanya cap a mitjans del segle xix. És l'excepció mediterrània a la tendència que indica que la industrialització primerenca es concentra al nord d'Europa. La indústria del cotó catalana, com la de molts altres països europeus i els Estats Units, va ser la primera aplicació a gran escala de la tecnologia moderna i el sistema fabril.
La indústria va tenir els seus orígens a principis del segle xviii, quan es va prohibir la importació d'indianes, juntament amb l'apertura de les colònies americanes als comerciants catalans. El filat s'afegeix després d'introduir la tecnologia britànica a principis del segle xix. La indústria s'enlaira a partir de la dècada de 1830 una vegada que Gran Bretanya elimina les restriccions a l'emigració de mà d'obra experta (1825) i a l'exportació de maquinària (1842). S'introdueix llavors la màquina de vapor. No obstant això, el cost del carbó importat portarà a un ús extensiu de l'energia hidràulica a la fi de la dècada de 1860 que estimularà la creació de més de 75 colònies industrials en els rius de la Catalunya rural.
Des de mitjans del segle xix, la indústria subsisteix gràcies a mesures proteccionistes, ja que el cost de les paques de cotó en brut, l'energia i la maquinària dificultarà la seva competitivitat global i dependrà gairebé per complet del mercat intern i de les colònies a les Antilles. A partir de la Gran Depressió, la indústria va disminuir. L'augment dels conflictes laborals, una economia en declivi, una guerra civil i, a partir de 1939, la política autàrquica del primer Franquisme va impedir que la indústria es beneficiés del creixement i la inversió global posterior a la Segona Guerra Mundial. L'obertura de l'economia espanyola en la dècada dels 1960 i la crisi del petroli en els 1970 van acabar amb la indústria.
La indústria va deixar un llegat d'arquitectura extraordinària. Els magnats del cotó van fomentar i finançar les millors fites arquitectòniques del modernisme, ja sigui fàbriques, residències privades o edificis d'apartaments. Sovint, aquests edificis servien tant de seu de l'empresa com de símbol del poder, la modernitat i l'esperit progressista dels seus propietaris. Alguns exemples notables: Casa Calvet, Casa Terradas, Casa Burés, Palau Güell, Fàbrica Casaramona, Vapor Vell, Can Batlló, un dels edificis del qual alberga avui L'Escola Industrial, Fabra i Coats i la fàbrica Aymerich de Terrassa, ara Museu de la Ciència i de la Tècnica de Catalunya. L'Església de la Colònia Güell està inscrita en la llista del patrimoni mundial de la UNESCO.
Les colònies industrials van industrialitzar i modernitzar la Catalunya rural, i les seves infraestructures alberguen nombrosos museus. Moltes de les turbines instal·lades en les (ara tancades) colònies continuen subministrant electricitat a la xarxa nacional. Les colònies també van ser un imant poderós que va atreure mà d'obra i va estimular la redistribució de la població territorial arreu del país, amb implicacions per a la política actual.

## Història

### 1650-1736 La revolució de les indianes

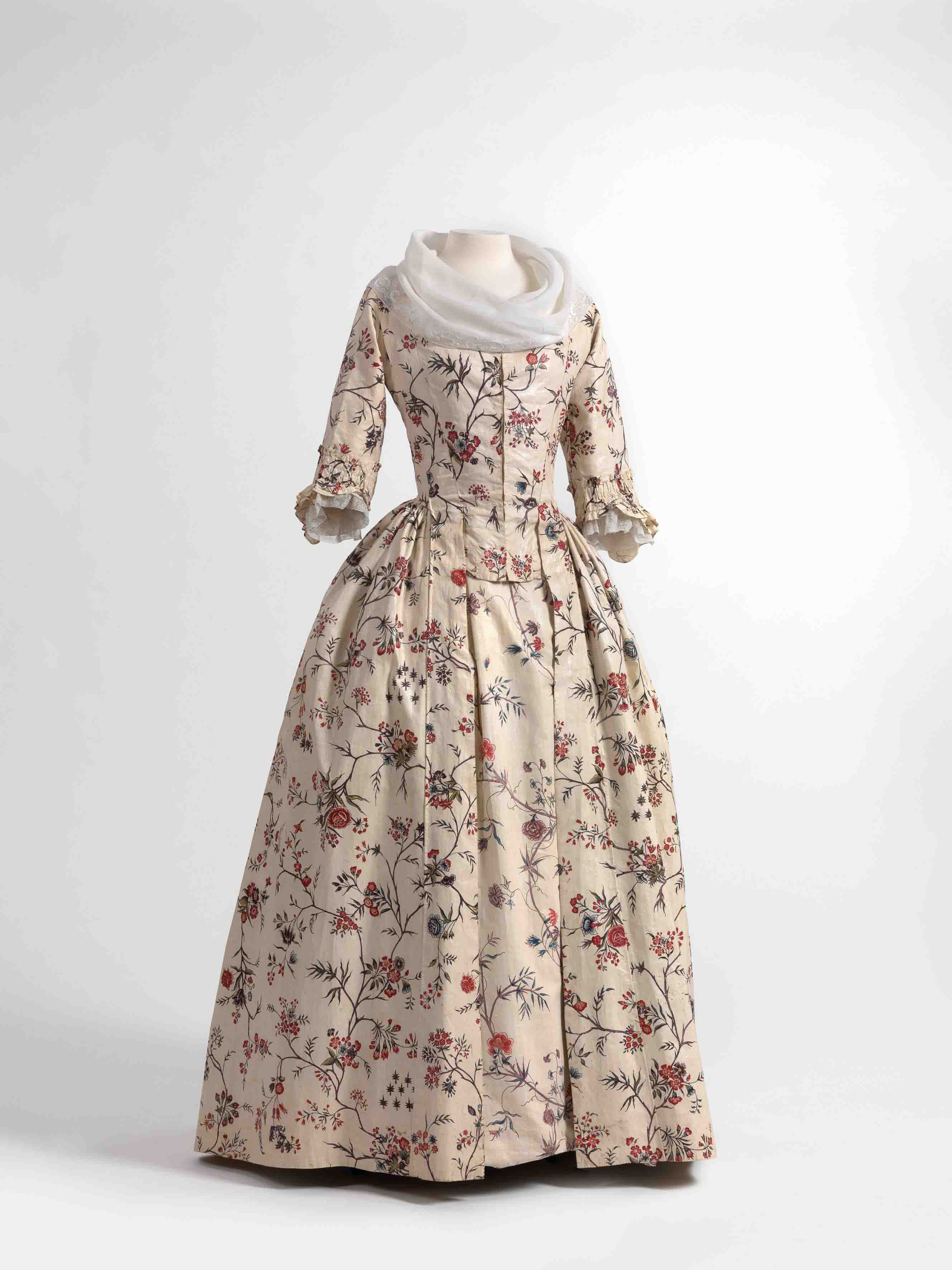
Vestit anglès de teixit d'indiana, circa 1770-1790

Les primeres indianes (anglès: chintz) van arribar a Barcelona al voltant de 1650, possiblement reexportats des de Marsella, llavors la ruta principal d'Europa a l'Índia. Les indianes van suposar una veritable revolució en el món de la indústria tèxtil tradicional. Eren teixits més còmodes i higiènics, més barats i amb colors més vius que les peces de seda i llana de llavors.
Espanya, com Gran Bretanya i França, va prohibir les importacions de calicó. Primerament, el 1717, es va prohibir la importació de teixits asiàtics, probablement com a resultat de les queixes dels comerciants de Cadis i Sevilla sobre les Filipines, que estaven arruïnant el seu propi negoci de reexportació de Filipines a Mèxic. Després, el 1728, un segon edicte va prohibir la importació de les imitacions europees dels teixits asiàtics. No obstant això, l'edicte també permetia expressament la filatura de fil de Malta i concedia la llibertat de regulació gremial, revelant així l'objectiu de l'edicte, que era fomentar una indústria espanyola de tissatge i teixits estampats, de substitució d'importacions, imitant Gran Bretanya. Tot i que no hi va haver inversió directa de la Corona espanyola com va passar amb la llana, afavorir una indústria d'aquesta manera va ser una excepció a Europa i va ser un factor important en el creixement ràpid i la mida eventual de la indústria del cotó catalana.

### 1736-1783 Els teixits de cotó estampats

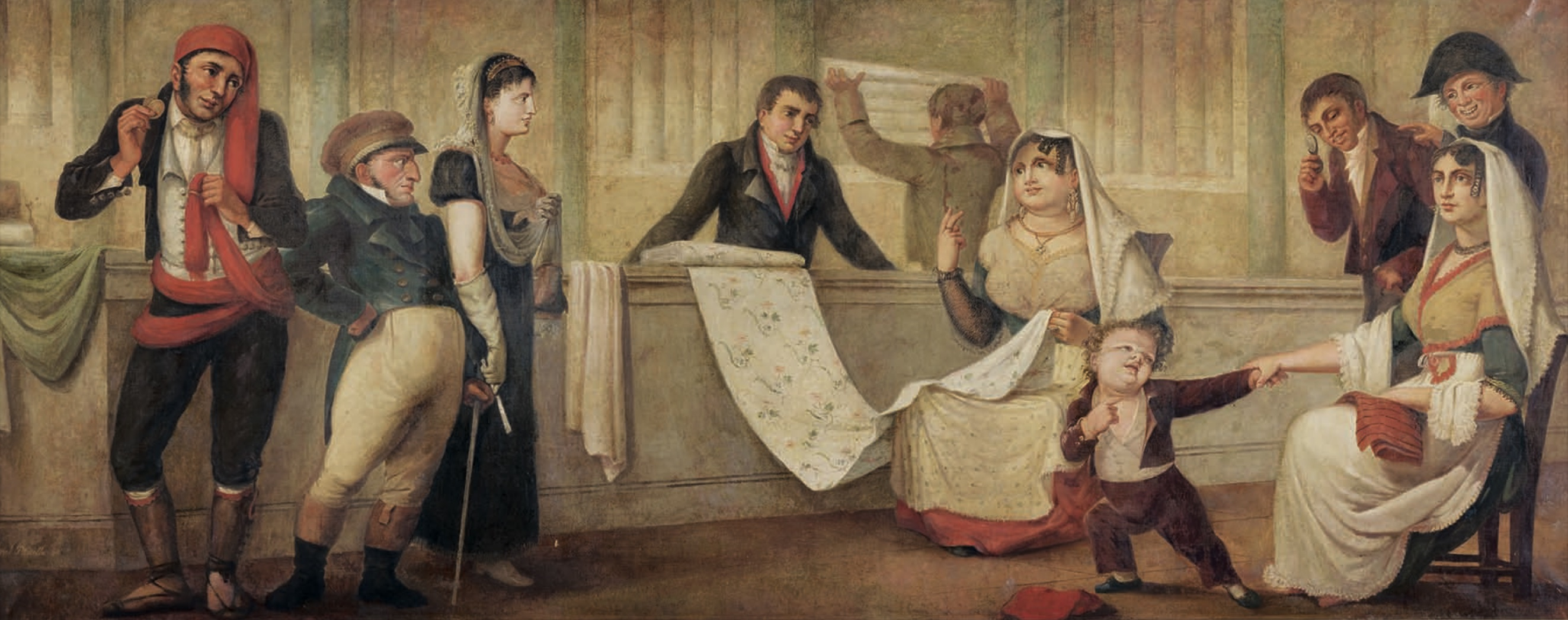
Botiga d'indianes el 1824

L’existència d’un mercat consolidat d’indianes a Barcelona va propiciar que els primers teixits estampats a Barcelona, utilitzant la tècnica de motlles de fusta o segells, es fessin sobre lli, entre 1736 i 1738. A la primera part del segle xviii, ja s'havia començat a importar teixit de lli d'Amsterdam a canvi d'aiguardent. A mesura que la demanda d'aiguardent i vi cap al nord d'Europa augmentava, aquest comerç internacional va proporcionar la base per a la transformació completa de l'economia catalana i, en particular, de la indústria tèxtil. En primer lloc, a mesura que la viticultura es va especialitzar i es va fer més rendible, la prosperitat resultant va conduir a una demanda creixent de productes manufacturats com ara teixits estampats. En segon lloc, la viticultura va generar capital excessiu que es podia invertir en la construcció de vaixells i l'augment del comerç, especialment amb les colònies americanes, en la producció d'aquestes teles (i més endavant, com es descriu a la següent secció, en maquinària).

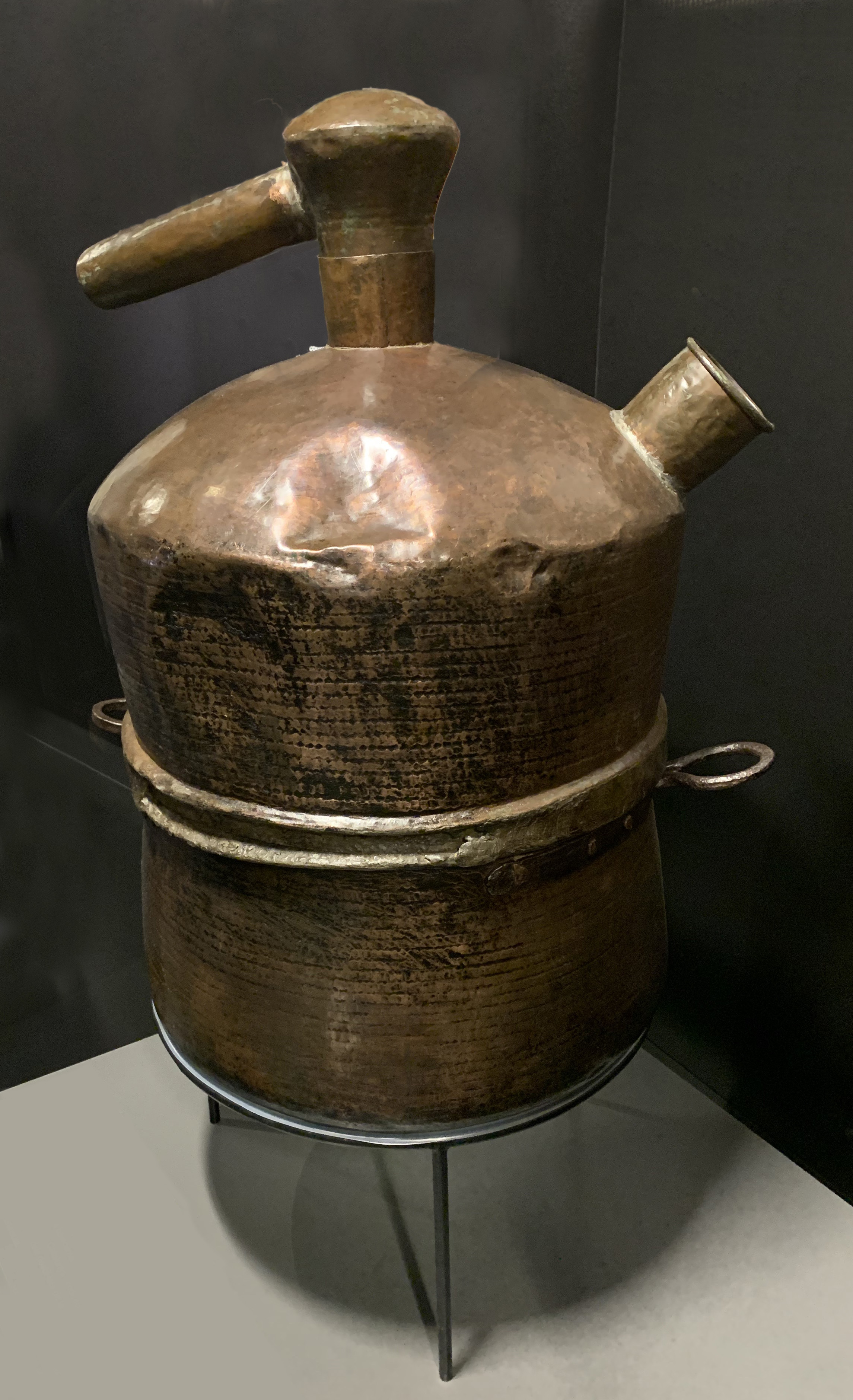
Alambí català del per a l'elaboració d'aiguardent

Aquest comerç es va expandir a través d'iniciatives com la Companyia de Comerç de Barcelona i es va expandir ràpidament durant el darrer quart del segle xviii, després de l'acabament del monopoli de Cadis sobre el comerç amb Amèrica. Es van exportar vi, aiguardent i teixits estampats, i el comerç de retorn va importar productes que eren insums per a la indústria tèxtil, com l'índigo i la fusta del brasil, entre d'altres. Els comerciants catalans també van invertir de manera significativa en el tràfic d'esclaus il·lícit amb Cuba durant "algunes dècades" després del 1814.

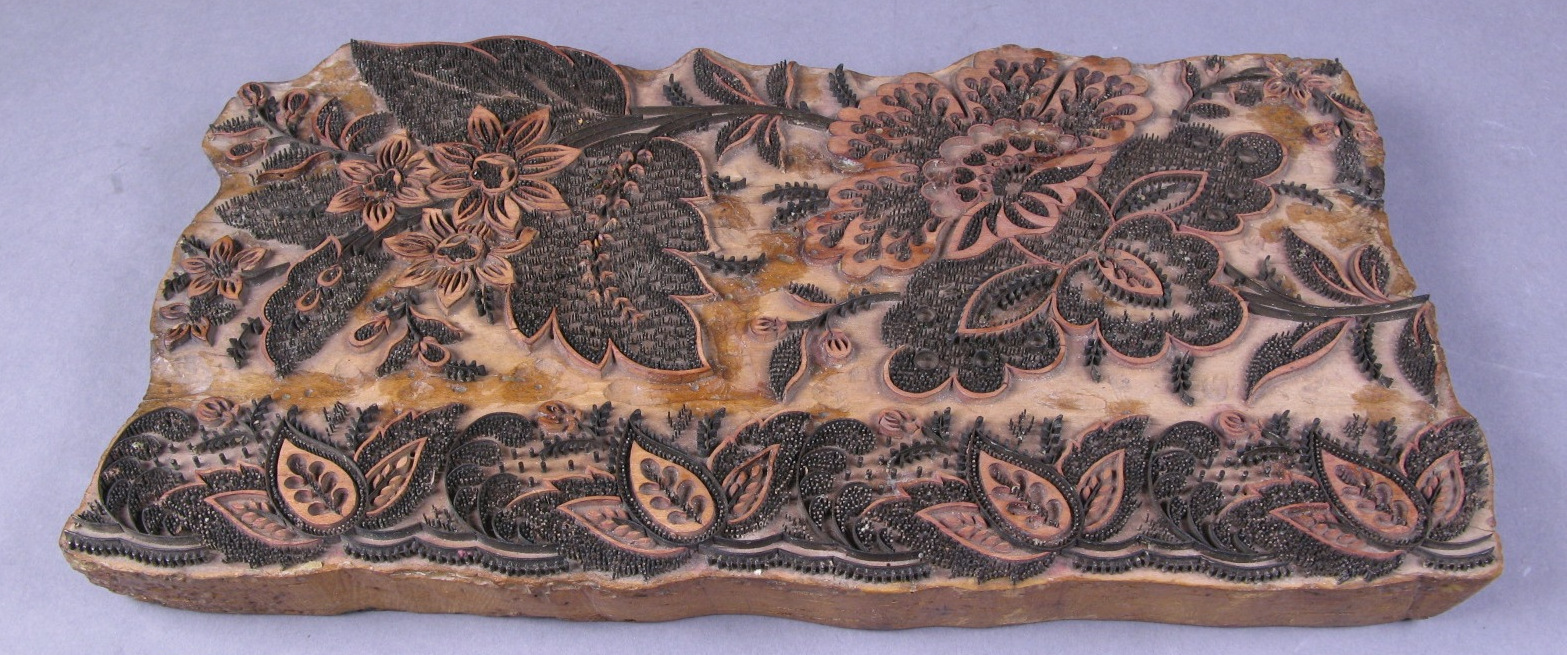
Motlle de fusta per a estampar indianes

Les noves protofàbriques d’indianes van ser establertes per comerciants, botiguers i mestres artesans que van veure el mercat en auge dels teixits estampats. La manufactura va créixer ràpidament, impulsada pel període de creixement demogràfic i prosperitat de la segona meitat del segle xviii que Espanya va experimentar. La manufactura es realitzava en tallers construïts a les plantes baixes dels edificis dins les muralles medievals de Barcelona, al barri de Sant Pere, on la tintura de teixits havia estat una artesania tradicional i on tradicionalment s'havia utilitzat la font d'aigua del Rec Comtal per a operacions de tenyit i per a estendre la roba a assecar. Les protofàbriques d’indianes va continuar concentrada a Barcelona a causa de l'existència d'artesans dels gremis tèxtils medievals, que proporcionaven una mà d'obra amb les habilitats adequades, una vegada havien après les tècniques i els coneixements dels immigrants de Marsella, Hamburg i Suïssa. La formació en gravat i dibuix, proporcionada per l'Escola de Belles Arts fundada per la Reial Junta Particular de Comerç de Barcelona el 1775, va ser crucial per al creixement de la indústria.
El nombre de tals negocis va augmentar més que en qualsevol altra ciutat d'Europa, de 8 en 1750 a 41 en 1770 i a més de 100 en 1786. A Mataró, a la fi de la dècada de 1740 hi havia 11 negocis amb aproximadament 470 telers i 1300 treballadors. Aquest enfocament inicial en la impressió es pot contrastar amb Anglaterra, que, tot i haver prohibit els teixits de cotó pur, però no la importació de cotó en brut, va trobar el seu èxit en la filatura i el teixit (de barreja de lli i cotó).

### 1783-1832 Proto-indústria

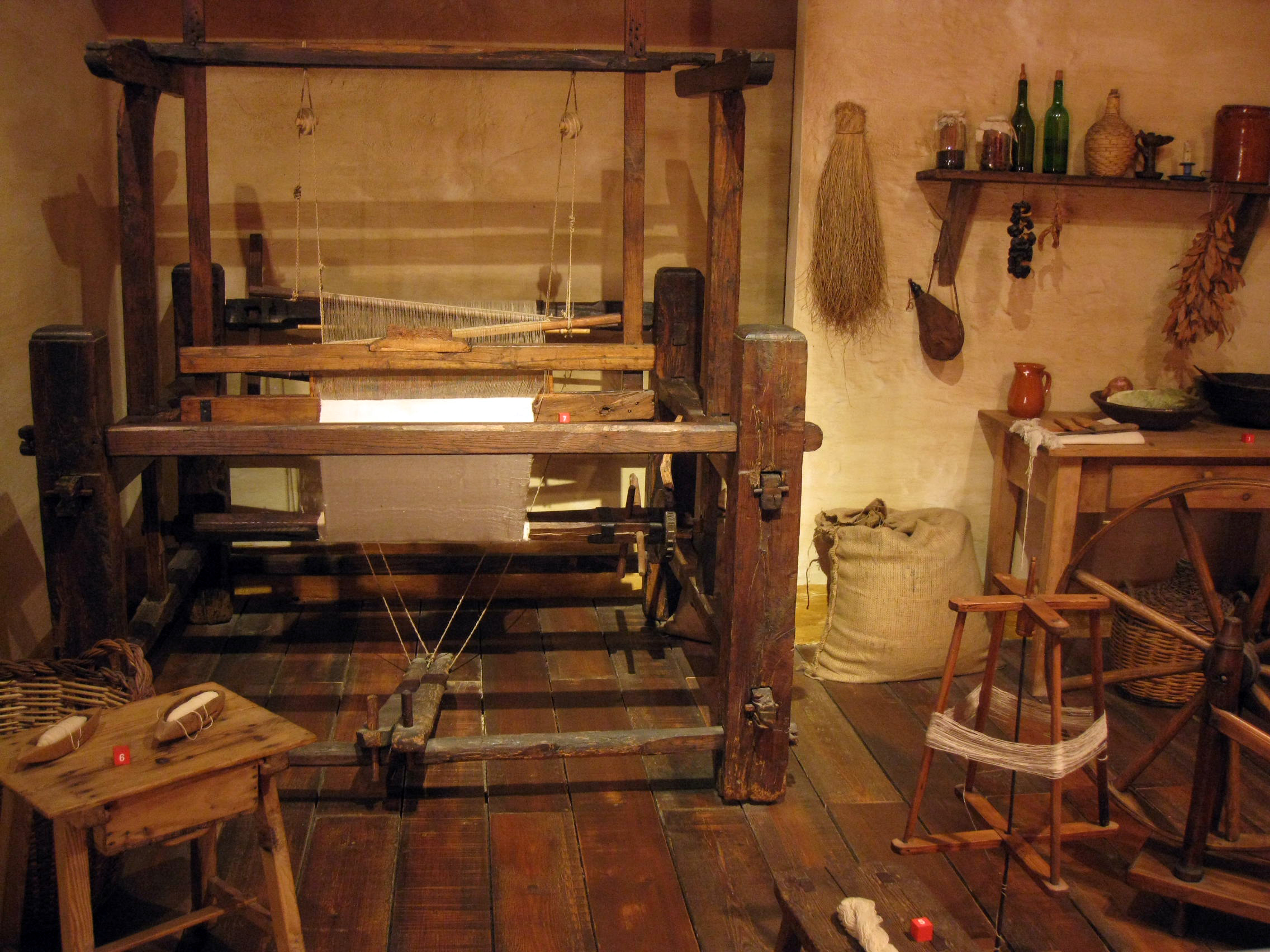
Teler manual català

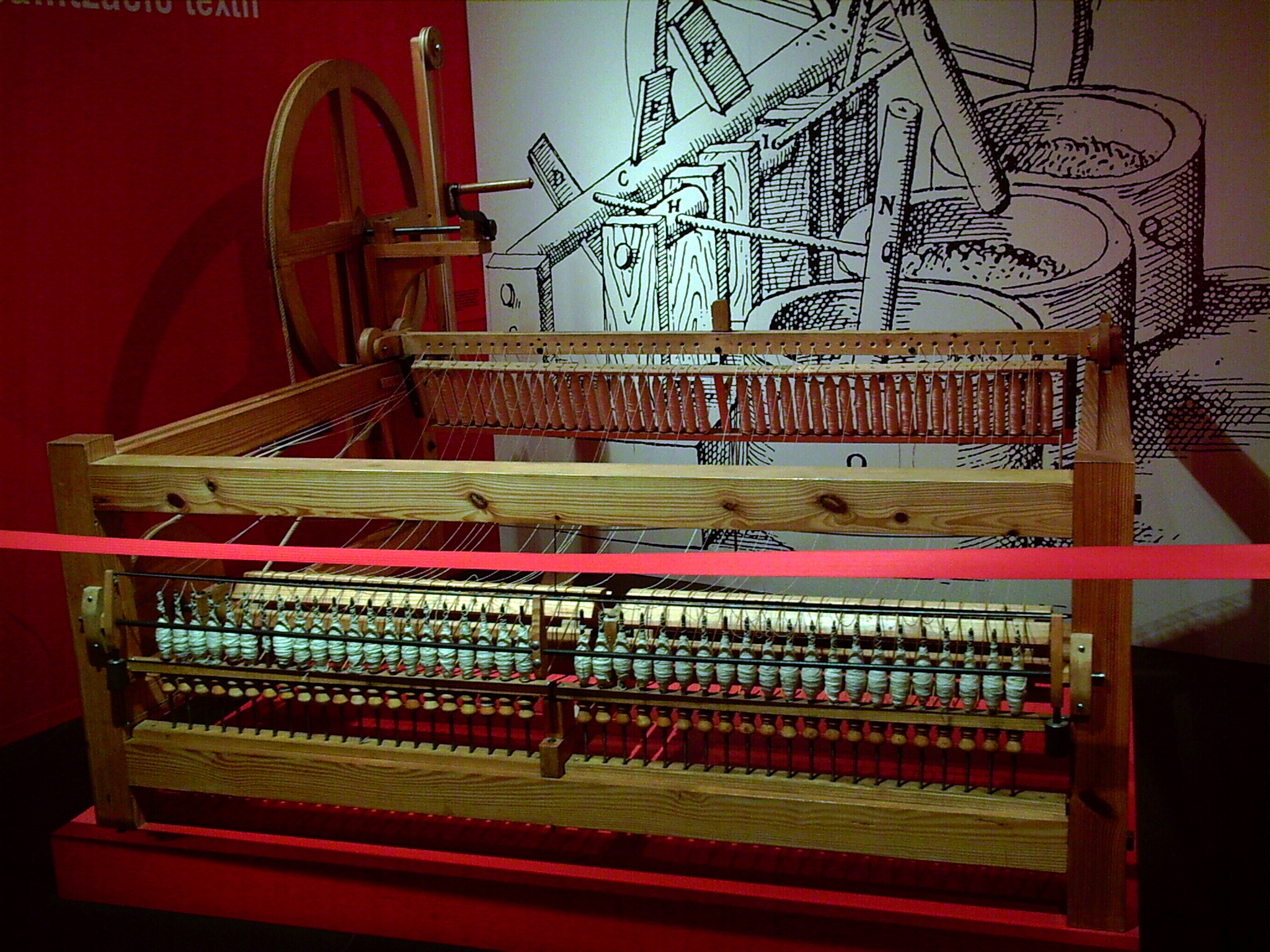
Una versió catalana d'una spinning jenny anomenada Berguedana

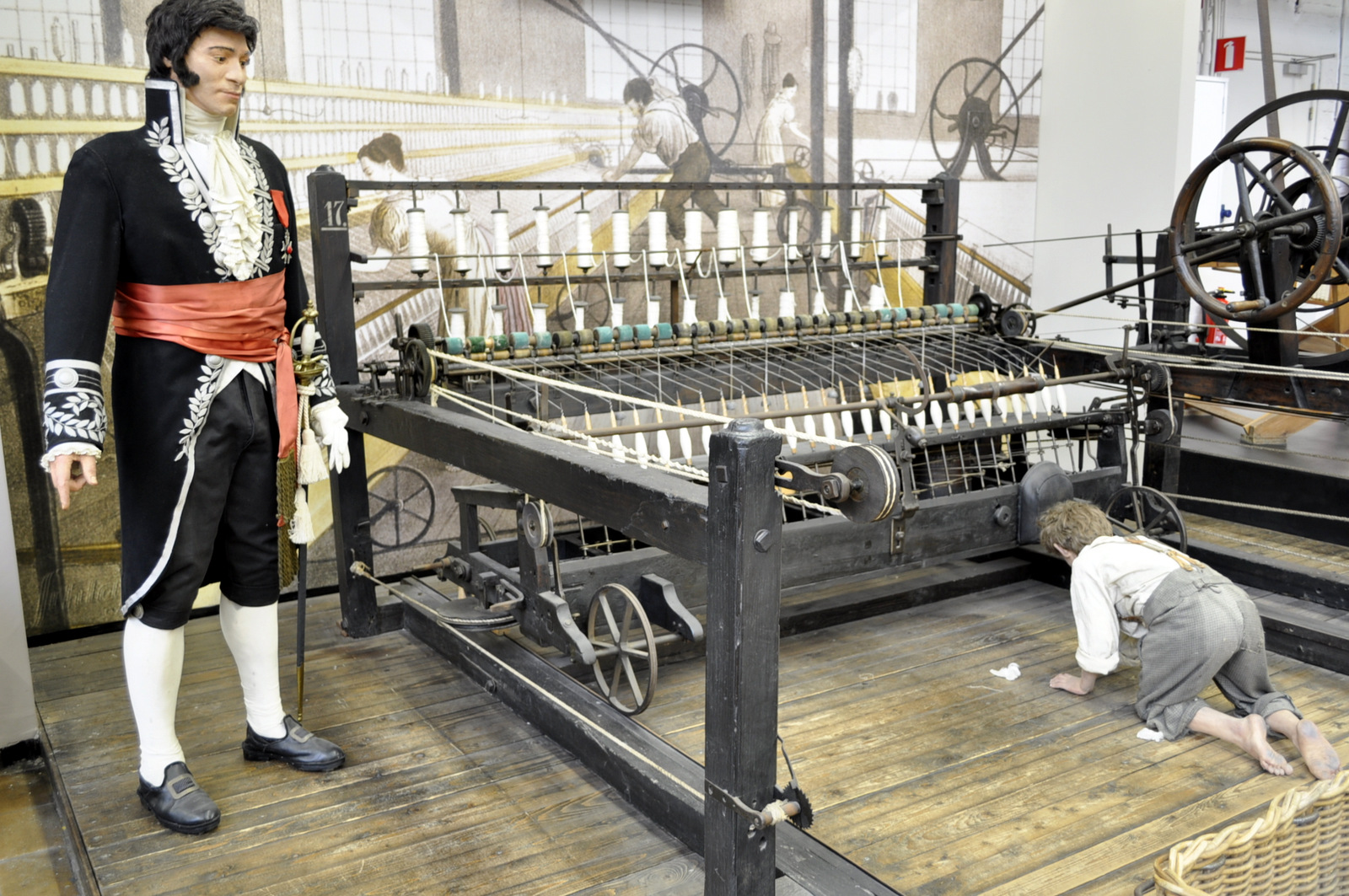
Mula de filar circa 1800

Aquest període preindustrial o protoindustrial es caracteritza per una expansió gradual de la filatura i el teixit i, cap a 1800, la introducció de maquinària inventada a Gran Bretanya.
La pèrdua de seguretat marítima com a resultat de les guerres entre 1796 i 1825 va desorganitzar greument el comerç colonial. Aquestes van ser les guerres amb Gran Bretanya, l'ocupació francesa i les guerres d'independència hispanoamericanes. Limitats al mercat intern espanyol, els empresaris del cotó van optar pel canvi tecnològic mitjançant l'adopció de màquines de filar mecàniques britàniques per reduir els costos i guanyar quota de mercat respecte a altres fabricants de teixits.
A Espanya es fila i teixeix el cotó ja des de la dècada de 1760, però usant mètodes manuals tradicionals. La maquinària es comença a introduir en la dècada de 1790. Fins llavors, la major part del fil arribava de Malta (fet de cotó egipci o turc), però després de la captura de Malta pels britànics, un edicte real en 1802 va prohibir la seva importació. El filat, llavors, cobra importància. En 1806, el Tractat de Fontainebleau facilitarà el procés en permetre la compra de còpies franceses de la mula de filar británica.
Les dates d'arribada de la tecnologia británica ens permet apreciar com la fabricació de teixits es va automatitzant a Catalunya. La primera Spinning Jenny va arribar en 1785, 21 anys després de la seva invenció; la primera filadora hidràulica en 1793, 24 anys després; i la primera mula de filar en 1806, 27 anys després. En 1820, la fabricació d'estampats de cotó es realitzava amb tecnologia de 1792, però utilitzant ja fil de cotó local. Cap a 1815 comptant mules de filar i spinning Jenny hi havia a Barcelona un total de 40, i en 1829, són ja 410 mules i 30 filadoras.
A diferència de l'estampació, que es va centrar en Barcelona, la filatura es va estendre a altres punts de Catalunya, a causa de l'ús de força hidràulica. Igualada es va convertir en el centre de filat més important després de Barcelona, seguit per Manresa. Manresa comptava en 1831 amb 11 filaderies hidràuliques. La teixidura es va estendre encara més que el filat amb concentracions (en ordre decreixent d'importància) a Mataró, Berga, Igualada, Reus, Vic, Manresa, Terrassa i Valls. No obstant això, els telers es van mecanitzar a un ritme més lent: en 1861 només el 44 per cent eren mecànics. La tecnologia de l'estampat també va avançar en aquest període, amb el procés d'estampat cilíndric introduït en 1817.
Les guerres també van interrompre el comerç d'aiguardent amb el nord d'Europa, que ja havia descendit a causa de la competència en la producció de begudes espirituoses d'Escòcia (whisky) i Rússia (vodka). Els comerciants van obrir llavors un nou mercat d'aiguardent i vi als Estats Units, amb el cotó en brut com a comerç de retorn. Aquest comerç va proporcionar el capital per a comprar maquinària per a filar i teixir i les primeres màquines de vapor. La nova maquinària va augmentar la demanda de cotó en brut, que es va començar a importar de les colònies americanes en quantitats cada vegada majors. A la fi de la dècada de 1830, el volum d'importació es va quadruplicar (en relació amb el 1804) fins a aproximadament 5 milions de quilograms, principalment dels Estats Units i el Brasil.

### 1832-1861 El gran salt

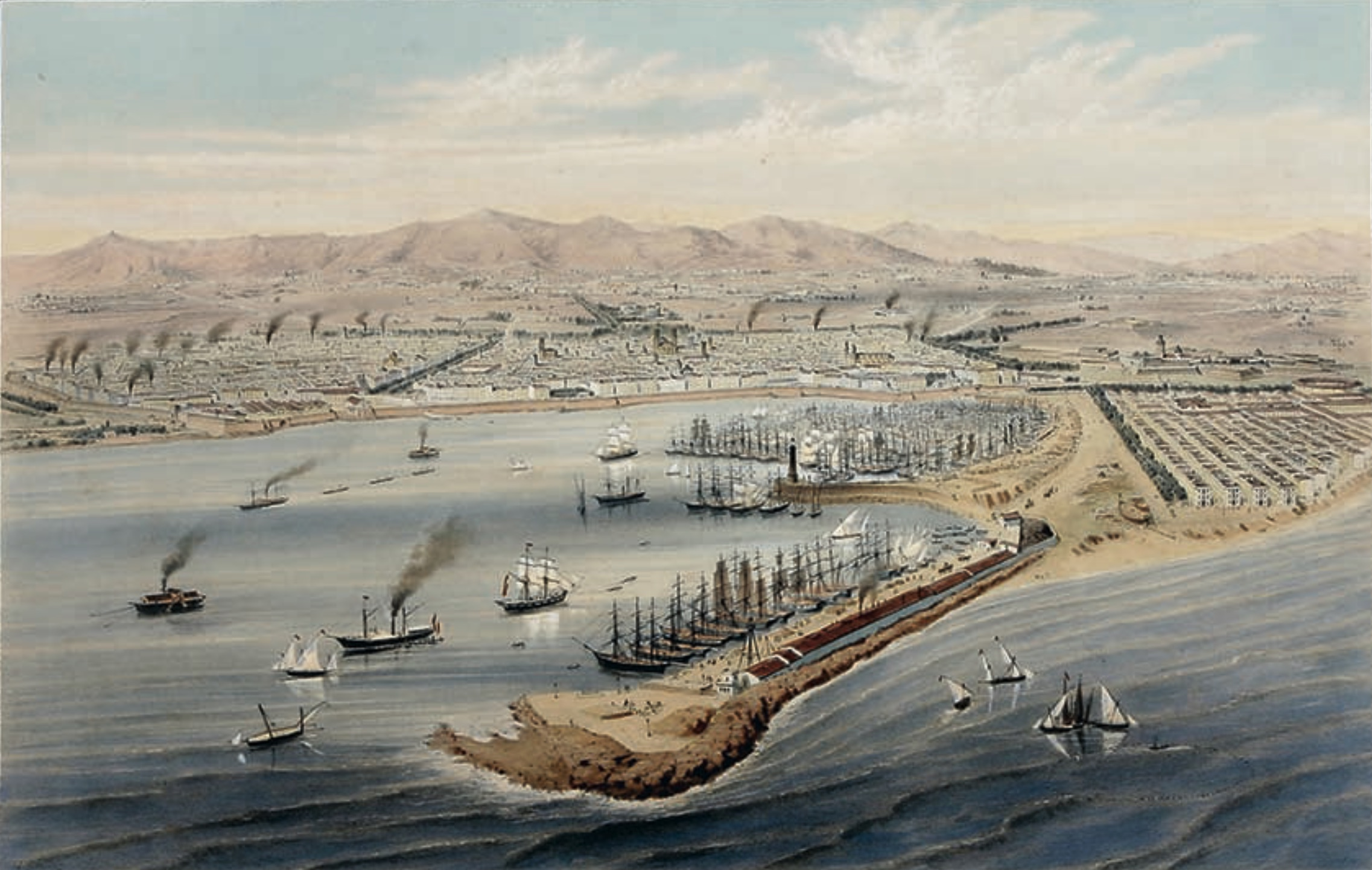
Barcelona 1856 amb el fum de les fàbriques de cotó clarament visible a Sant Pere a la dreta i el Raval a dalt a l'esquerra

L'era industrial va començar realment el 1833 amb la instal·lació de la primera màquina de vapor a Espanya a la nova Fàbrica Bonaplata (també coneguda com El Vapor), gràcies a la retirada de les restriccions per part de Gran Bretanya sobre l'emigració de treballadors experts el 1825. Fins i tot els contemporanis van qualificar aquest esdeveniment com de revolució industrial, ja que en ella també s'utilitzaven per primera vegada màquines de filar, teixir i estampar fetes de ferro colat. Tres sectors van confluir en la creació d'aquesta empresa: el d'importació i fabricació de maquinària (Bonaplata, que va realitzar visites a Anglaterra), el d'estampat (Rull) i el de filatura i teixidura (Vilaregut).
El Govern espanyol va acordar donar suport a l'empresa. La fàbrica va rebre una subvenció, es van prohibir altres importacions de cotó i es va permetre la importació de certs materials i maquinària lliures d'impostos. A canvi, l'empresa es va comprometre a fabricar telers mecànics i màquines de filar per al mercat local i a atorgar accés gratuït a qualsevol fabricant que volgués aprendre la tecnologia del vapor, essencialment una transferència de tecnologia a la resta del Regne.
Durant aquest període, a més de la mecanització del filat i dels telers del cotó, i de l'adopció del sistema fabril es va produir el primer abocament de ferro colat. La desamortització de terres de l'església i de terres comunals es va traduir en l'augment de la producció agrícola i de la població. La repatriació de capital de les colònies després de la seva independència també va contribuir a una ona de prosperitat general. Un any després de la inauguració de Bonaplata, cinc empreses més havien reunit el capital per a importar i instal·lar màquines de vapor. En 1842, Gran Bretanya va eliminar les restriccions a l'exportació de maquinària. En 1846 hi havia ja 80 màquines de vapor en funcionament a Catalunya.
El nombre de vaixells procedents d'Amèrica carregats de cotó en brut que arribaven a Barcelona va augmentar de dotze el 1827 a 197 el 1840, la major part procedents de Cuba i Puerto Rico. El 1848 la indústria estava utilitzant 11 000 tones de cotó en brut, cinc vegades més que el 1820. Mentre que el 1840 la major part de la maquinària encara s'accionava a mà, cap a finals de la dècada de 1850, gairebé el 75 % del filat i el 50 % dels telers eren accionats per màquines de vapor.
A la fi de la dècada de 1830, la indústria necessita ja sortir de la ciutat emmurallada de Barcelona, on les màquines de vapor amb les seves freqüents explosions espantaven els veïns. Aviat es van instal·lar fàbriques als pobles de Gràcia, Sant Andreu, Sant Martí i Sants, convertits en els nous suburbis industrials molt abans que s'incorporessin a la Gran Barcelona.
La industrialització va augmentar la productivitat i va permetre la reducció dels preus. Amb la finalitat d'obtenir economies d'escala i competitivitat internacional predominava llavors la integració vertical amb filatura, teixidura i acabats en una sola fàbrica. Mentre que en 1840 els tèxtils espanyols eren un 81 per cent més cars que els britànics, en 1860 la mecanització havia reduït la diferència al 14 per cent. El preu de les indianes a Catalunya va caure un 69% entre 1831 i 1859. Per a llavors, la mecanització ja havia expulsat del mercat als productors d'altres parts d'Espanya. Per exemple, el preu de la tela de lli, produïda principalment a Galícia, no va variar en el mateix període, per la qual cosa la indústria del lli es va evaporar.

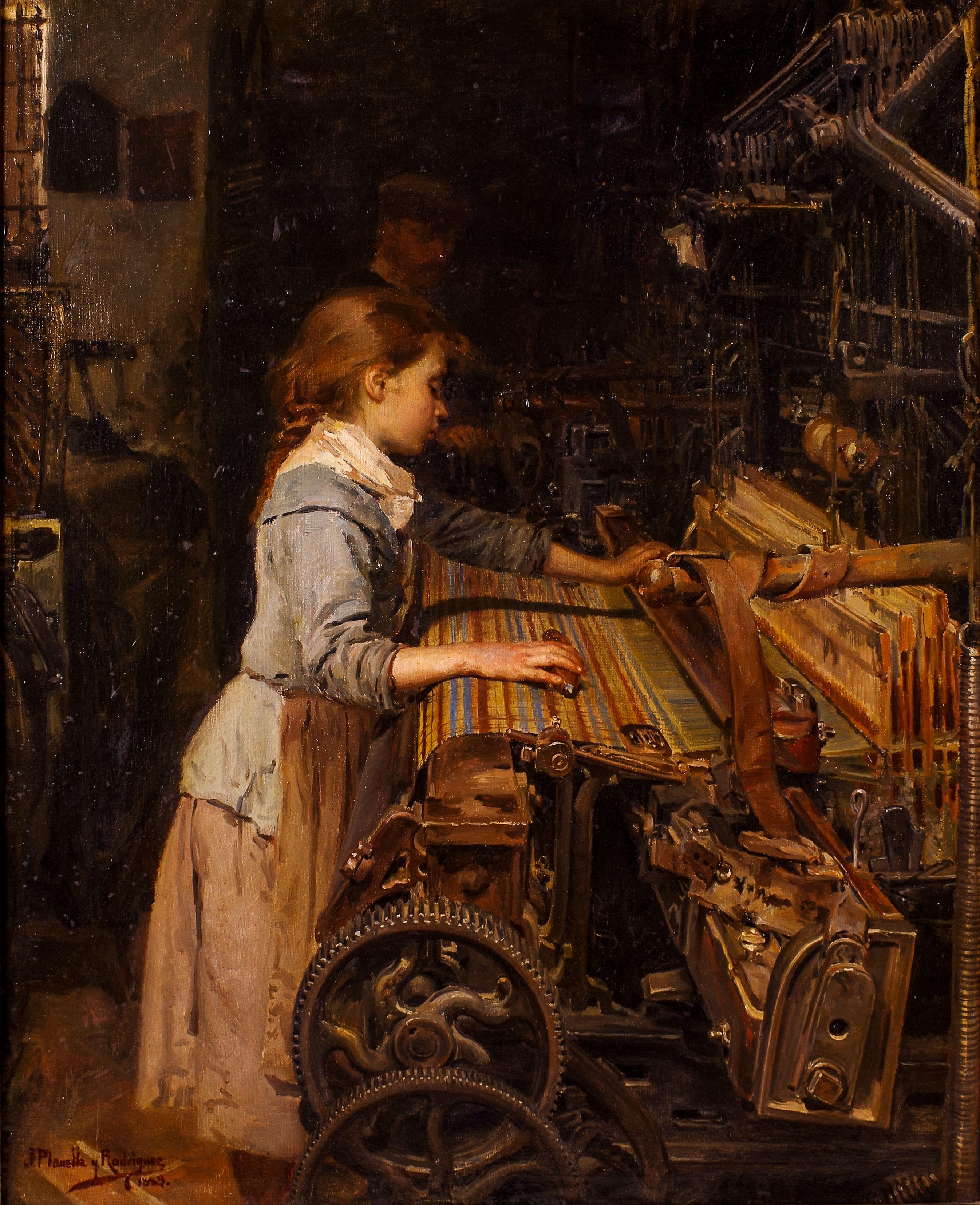
La petita obrera, quadre de 1885 que representa el treball infantil a Catalunya

La industrialització també va suposar dislocació i conflicte social. En 1835 va cremar la fàbrica de Bonaplata. En 1839 es va formar el primer sindicat d'Espanya, l'Associació de Teixidors de Barcelona. En 1842 va haver-hi una revolta a Barcelona contra les polítiques de lliure mercat del Govern que amenaçaven a la indústria i als treballadors. Entre 1849 i 1862, els salaris van caure un onze per cent i el cinquanta-quatre per cent es va gastar només en aliments. L'esperança de vida era aleshores de cinquanta anys per als treballadors assalariats i de quaranta per als jornalers. El 1854-1855, el Conflicte de les selfactines a Barcelona va implicar accions de tipus ludita contra la mecanització del filat facilitada per les màquines de filar «self-acting» o automàtiques, que van ser culpades pel desocupament forçat de molts treballadors. Els treballadors van cremar fàbriques i van exigir l'eliminació de les màquines de filar, una reducció de les hores laborals i el dret a un salari mínim. L'acció va desembocar en la primera vaga general a Espanya.
Malgrat la industrialització, als fabricants els resultava cada vegada més difícil competir amb els importadors estrangers pel que van sol·licitar protecció aranzelària. Un problema persistent va ser el cost més gran de matèries primeres i maquinària. De 1830 a 1844 el cost del cotó en brut va ser de mitjana un 47 per cent més alt a Barcelona que a Nova York i un 28 per cent més que a Liverpool. Els preus del carbó a Barcelona, un 76 per cent més alts que a Gran Bretanya, des d'on s'importava. La maquinària i les peces també s'importaven de Gran Bretanya i resultaven fins a tres vegades més cares. D'altra banda, els salaris a Catalunya eren al voltant d'un 15 per cent més barats que en Lancashire. La indústria tenia també en contra seva la gran quantitat de contraban que ingressava al país, un mercat més reduït i una productivitat menor respecte a la indústria cotonera britànica, la qual cosa significava que, sense protecció, la indústria catalana probablement hauria sucumbit a la competència britànica. Com a resultat, el creixement a partir d'aquest període té sol lloc en el mercat intern, amb totes les seves negatives conseqüències.

### 1861-1882 Les colònies industrials

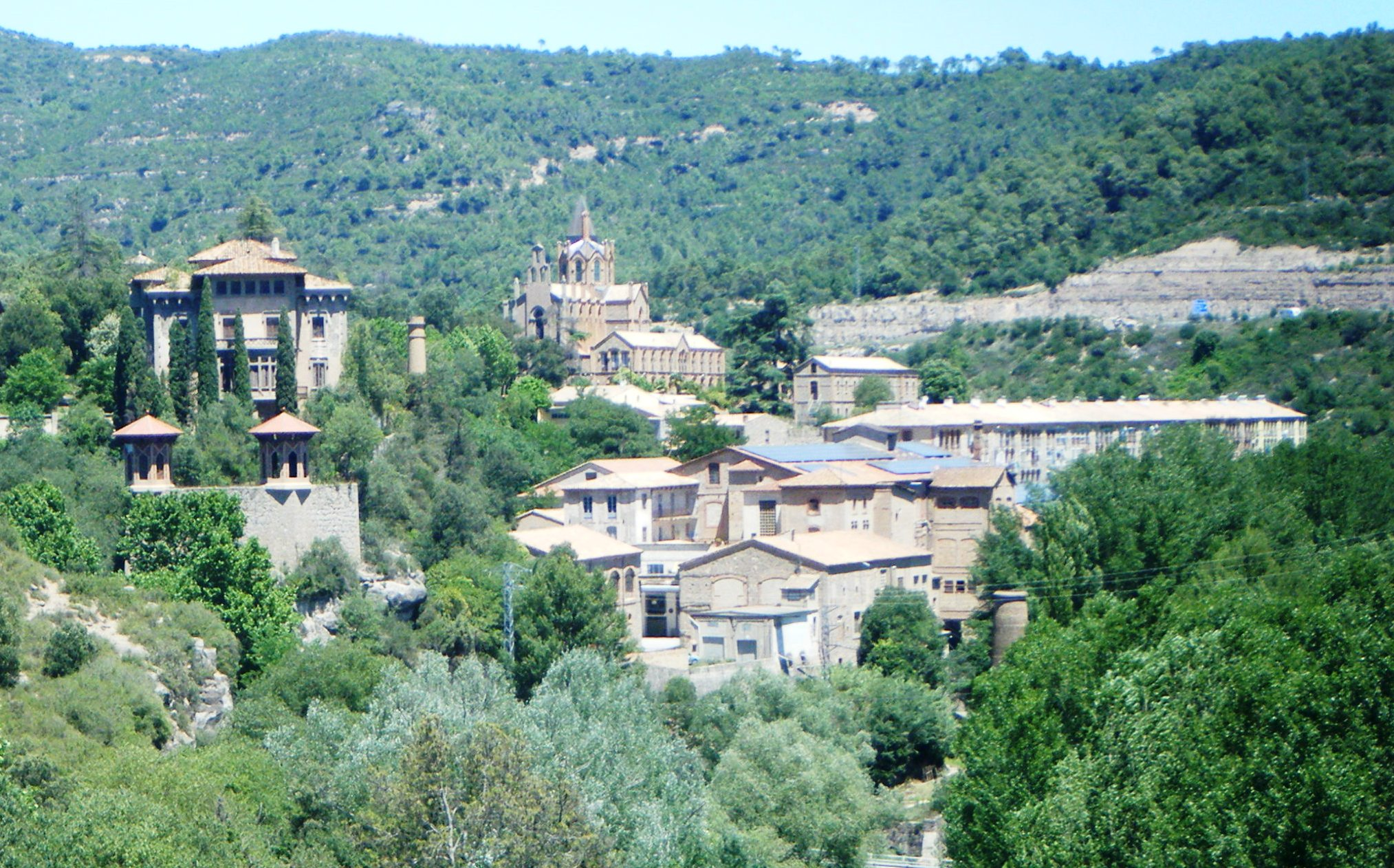
Cal Pons, una colònia industrial en Puig-reig

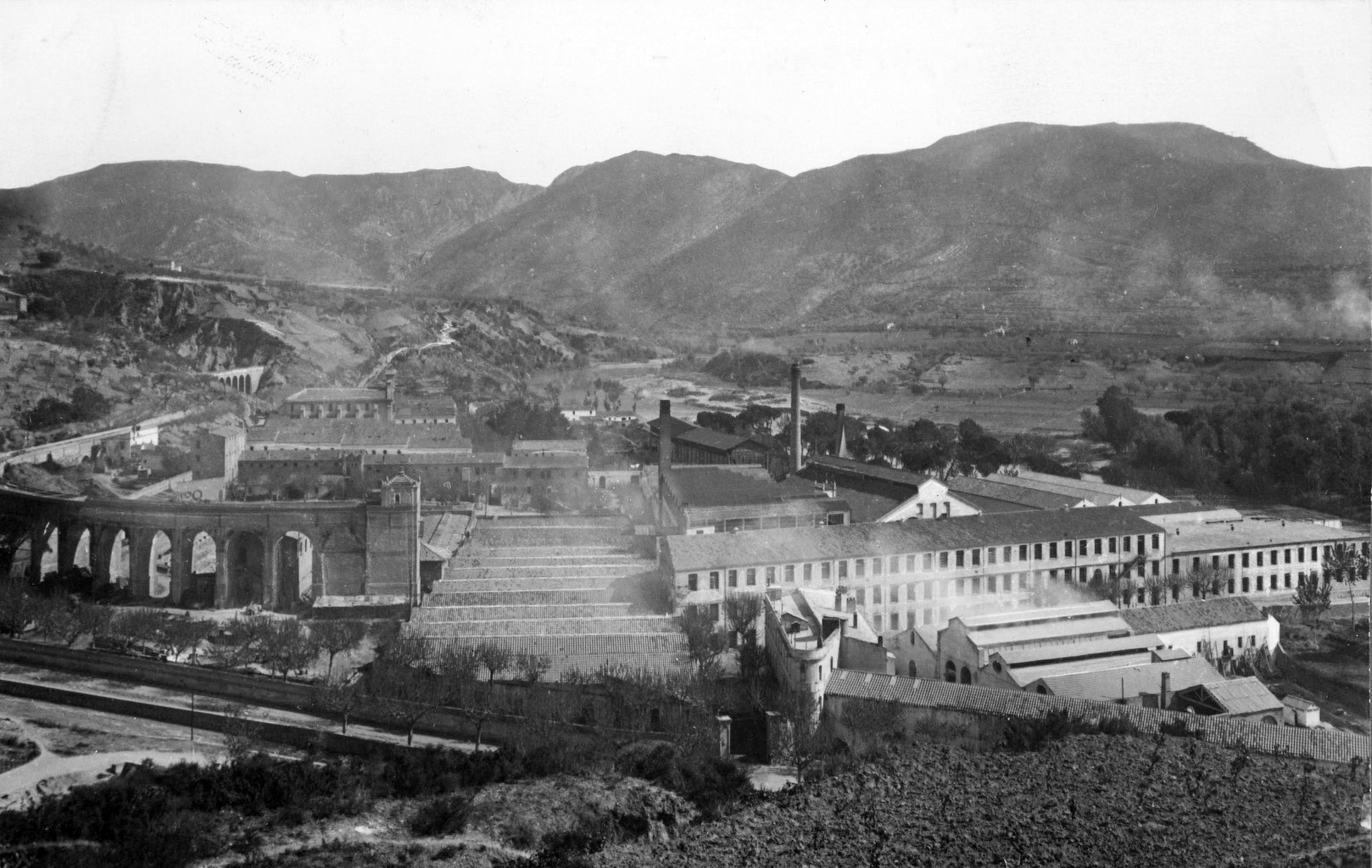
La Colònia Sedó cap a 1930

Una sèrie de lleis en les dècades de 1850 i 1860 van contribuir a una expansió de la indústria a la Catalunya rural, estimulada per la possibilitat de reduir costos.
L'objectiu de les Lleis de Colònies Agrícoles de 1855, 1866 i 1868 era transformar i modernitzar el camp espanyol, per la qual cosa les colònies industrials quedaven cobertes per aquestes lleis (i, per tant, exemptes d'impostos per un termini de 10 a 25 anys) només si s'establien en zones rurals. De les 142 colònies industrials que es van beneficiar d'aquestes lleis en tot Espanya, 26 van ser empreses tèxtils, quedant només per darrere de la indústria agroalimentària amb 60 colònies. 15 d'aquestes 26 colònies estaven situades a la província de Barcelona. La majoria d'aquestes 26 fàbriques estaven integrades verticalment, realitzant tota la gamma de processos del cotó.
A més, les Lleis de l'Aigua de 1866 i 1879 van permetre l'ús de l'aigua com a font d'energia gratuïta, amb el consegüent estalvi en les importacions de carbó britànic. Aquestes lleis també van eximir a les empreses que s'acollissin al pagament d'impostos industrials durant deu anys.
Aquestes dues iniciatives, més el fet que en les zones rurals els propietaris també trobaven mà d'obra i terrenys més barats que a Barcelona, i abundants matèries primeres amb les quals construir les seves fàbriques, va portar al fet que la concentració de fàbriques al llarg dels rius fos potser la més alta d'Europa. L'alta concentració en els rius Ter i Llobregat va permetre la construcció de ferrocarrils ja rendibles que, des del voltant de 1880, van unir mines de carbó locals amb les fàbriques (no es podia comptar amb l'aigua en tots els moments de l'any), van reduir el cost del subministrament de cotó i van abaratir el transport dels tèxtils al mercat. En total, es van construir a Catalunya unes 100 colònies industrials de les quals 77 eren tèxtils, i majoritàriament cotoneres.

### 1882-1898 Comerç protegit amb les Antilles
Amb sobreproducció cada vegada més comuna i demanda interna inelàstica, els industrials del tèxtil van pressionar al govern per a obtenir més mesures proteccionistes. La Llei de Relacions Comercials amb les Antilles de 1882 va fixar Cuba, Puerto Rico i Filipines com a àrees de cabotatge per a Espanya, la qual cosa obligava aquestes colònies a comprar productes espanyols i no els permetia importar productes estrangers.
L'actitud proteccionista dels governs espanyols de l'època va afavorir no sols al tèxtil sinó també als cereals i la siderúrgia. La Tarifa Cánovas de 1891 va anar encara més enllà, i ha estat descrita per un autor com el primer pas cap al corporativisme (també coneguda com la via nacionalista del capitalisme espanyol), ja que fomentava participació estatal en les empreses i el rebuig de la competència com a norma en els negocis.
En aquell moment, els aranzels eren la principal font d'ingressos dels governs de tot el món. El proteccionisme era comú a Europa. Fins i tot a Gran Bretanya s'advocava per la reintroducció d'aranzels i per un bloc comercial exclusiu. Als Estats Units, la filosofia proteccionista va prevaler des de la fi de la Guerra Civil dels Estats Units fins a la dècada de 1930. La Tarifa Wilson-Gorman de 1894 va imposar aranzels sobre el sucre de Cuba, la principal exportació de l'illa. Això sumat a aquest efecte de les lleis de cabotatge espanyoles, va avivar un malestar a l'illa que en pocs mesos va esclatar en guerra d'independència. Espanya va perdre les seves possessions i amb elles el mercat del cotó.

### 1898-1930 Cap a dintre

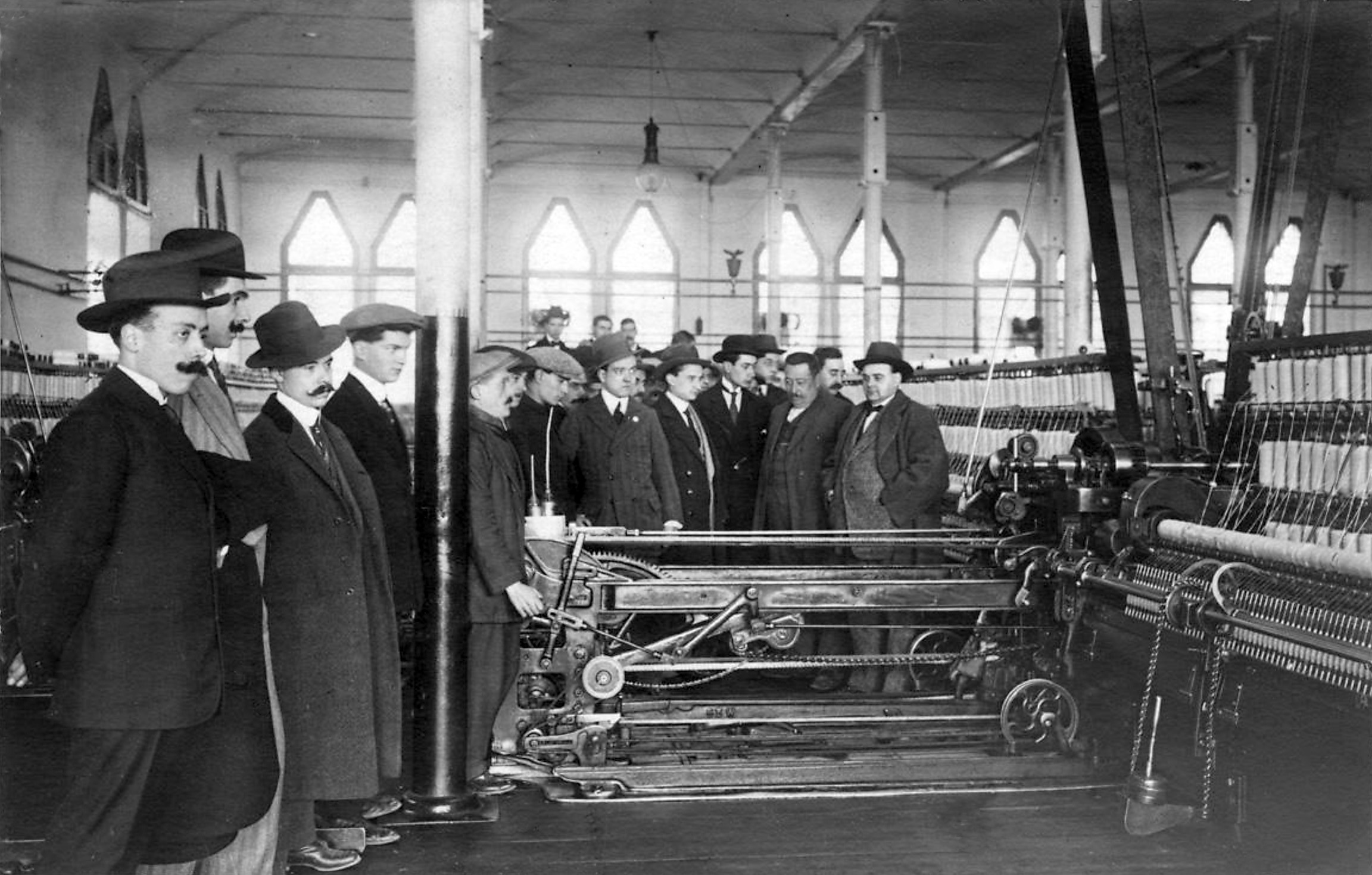
Estudiants visitant la Fàbrica Trinxet de Barcelona en 1914 examinant una mula de filar automàtica

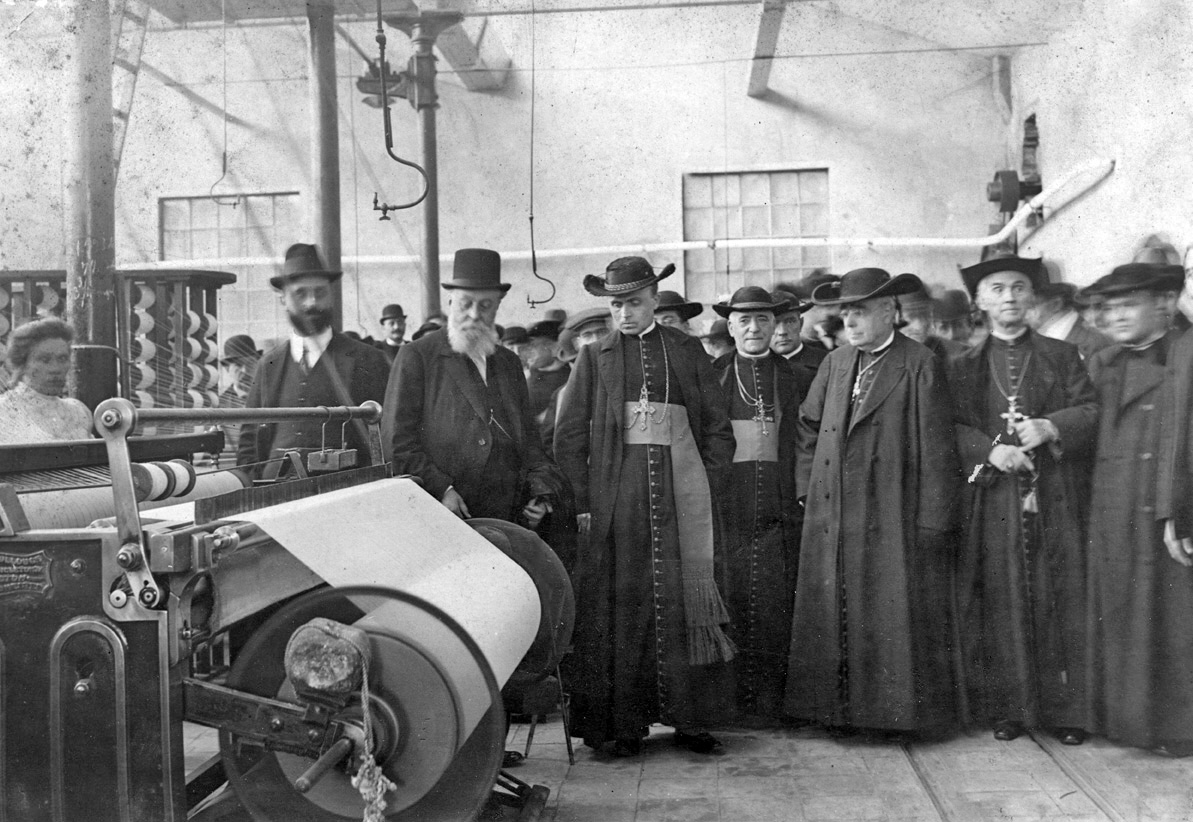
Visita a la Colònia Güell en 1910 dels bisbes de Barcelona, Tarragona, Lleida, Vic i València acompanyats del comte Güell

En el moment de la pèrdua del mercat colonial americà, en 1900, la indústria tèxtil representava el 56,8 per cent de la producció manufacturera catalana i el 82% de la producció tèxtil d'Espanya. L'activitat de les seves fàbriques es va reduir dràsticament fins a 1903 el que va provocar importants conflictes socials com la vaga de treballadors de 1902.
Va haver-hi modestos intents de trobar nous mercats estrangers, i en els deu anys fins a 1913 es va créixer amb una taxa mitjana de poc més del cinc per cent. Les exportacions espanyoles a Europa en aquest període van créixer al voltant del 5 per cent. També es va produir un augment temporal durant la Primera Guerra Mundial, especialment subministrant a França.
No obstant això, hi va haver diversos factors que van obstaculitzar l'expansió cap als mercats estrangers. Les polítiques proteccionistes dissenyades per protegir la producció de cereals d'Andalusia i Castella van augmentar els costos d'enviament catalans al Mediterrani. La decisió anterior de triar una mida d'ample de via no estàndard per raons de defensa militar també va resultar ser una barrera econòmica per a l'exportació.
A més, el llegat de ser un mercat protegit també significava que les empreses catalanes no disposaven de les xarxes de vendes i bancàries en mercats estrangers que tenien en els mercats nacionals, de manera que no estaven disposades a assumir els mateixos riscos que assumien a nivell nacional. Per tant, mostraven reticència a treballar amb distribuïdors estrangers, ignorant les sol·licituds o exigint condicions comercials que les feien poc competitives. En canvi, els mercats estrangers es veien simplement com a vàlvules d'escapament en temps de sobreproducció. En conseqüència, es van perdre oportunitats d'exportar productes i de crear la cultura que facilités la millora dels productes i la seva competitivitat. Finalment, la política monetària de la Dictadura de Primo de Rivera a partir de 1923, que va perjudicar a totes les exportacions espanyoles.

### 1930-1990 Decadència i reestructuració
La Gran Depressió i després l'augment dels conflictes laborals van portar a un fort declivi en l'economia espanyola i a l'enfonsament de la indústria tèxtil cotonera de Catalunya. El període d'autarquia posterior a la Guerra Civil va assegurar la seva obsolescència tecnològica i gerencial, a més de reduir les oportunitats d'entrada de nou capital.
Quan Espanya comença a obrir la seva economia en la dècada de 1960, la indústria s'enfronta a un món diferent i calen ajustos dràstics. Als Estats Units el polièster s'havia introduït ja en la dècada de 1950, el spandex es va patentar el 1959, el Kevlar es comença a produir el 1965. El 1968, les fibres sintètiques van superar a les fibres naturals per primera vegada en la història. Noves màquines com a telers ara sense llançadora reemplacen a la tecnologia anterior. La Comissió Europea havia iniciat un procés d'obertura del Mercat Comú als productors del món en desenvolupament.
El sistema de colònies industrials ja havia començat a col·lapsar a la dècada de 1960 a causa de la seva estructura de capital inflexible (de propietat familiar i no societat anònima) i canvis socials com ara el desig dels treballadors de ser propietaris d'aparells, cotxes o una llar pròpia, la disminució de la influència de la religió i les oportunitats ofertes pels pobles. A les dècades dels 80 i 90, gairebé totes les fàbriques d'aquestes colònies industrials van tancar.
En 1969, el Pla de Reorganització de la Indústria Tèxtil Cotonera del Govern incloïa el tancament d'empreses marginals, la destrucció de maquinària obsoleta i la reducció de la mà d'obra, idealment reassignada a nous sectors com l'automòbil. La indústria manufacturera del cotó va sofrir també la gran crisi del xoc inflacionari mundial del petroli en els setanta i per al 1980 ja no podia competir ni amb els països “barats” (Txecoslovàquia, Hongria, Romania).
Can Batlló va tancar el 1964 i la Colònia Güell el 1973. La Colònia Sedó, que havia estat la més gran d'Espanya en la dècada de 1930, va tancar el 1980. Fabra i Coats va tancar el 2005. L'empresa l'Espanya Industrial exemplifica les fites de la indústria. No sols va ser la primera societat anònima formada a Espanya per a la fabricació de cotó, sinó també la primera a abastar filatura, teixidura i acabat sota un mateix sostre. Es va formar el 1847, va créixer fins als 2.500 empleats a la fi del segle xix, va consolidar les seves fàbriques en la dècada de 1960 i va tancar definitivament les seves portes el 1981.
Avui dia, la indústria tan sols empra a no més de 5.000 treballadors.